# Mauritz Larsson

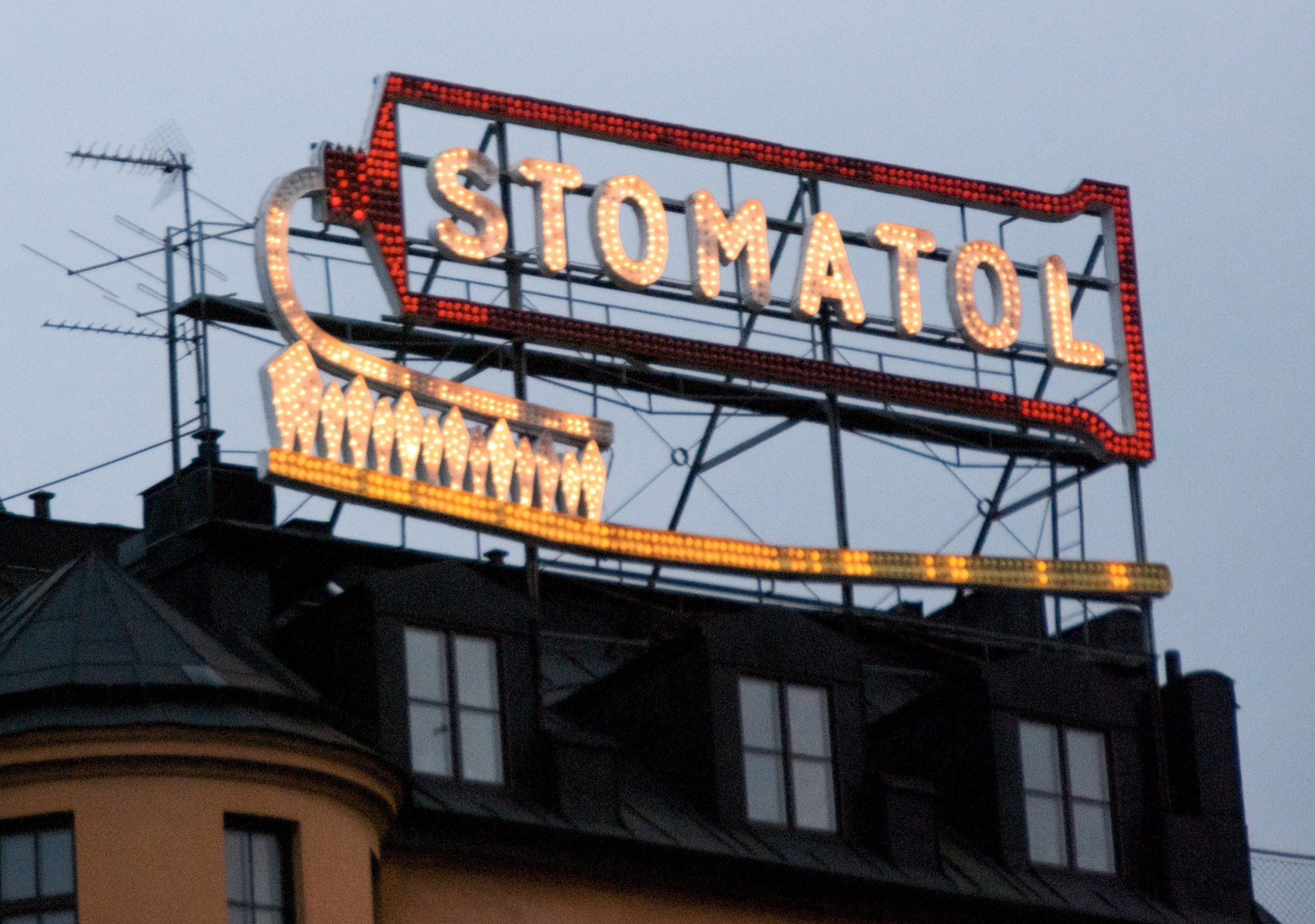
Stomatolskylten i Stockholm

Ivan August Mauritz Larsson, född 31 augusti 1869 i Jakobs församling i Stockholm, död 14 november 1928 i Saltsjöbaden, var en svensk uppfinnare, entreprenör och konstnär. Han uppfann X-kroken och var upphovsmannen till Stomatolskylten vid Slussen i Stockholm.

## Biografi
Mauritz Larsson var född i Stockholm, men flyttade som barn med sina föräldrar först till Jönköping och sedan till Linköping, där han gick i skola. Efter föräldrarnas tidiga död återkom han till Stockholm. Han fick teknisk utbildning vid Tekniska skolan, föregångare till Konstfack, och skall ha fått konstnärlig skolning på "en kurs vid Anders Zorns och Carl Larssons målarskola". Någon sådan skola är emellertid inte känd. Möjligen kan ha deltagit i någon verksamhet vid Konstnärsförbundets målarskola, där Zorn var lärare, men inte Carl Larsson.
Mauritz Larsson arbetade först som målare i en skyltfabrik. Han gjorde senare dekorationsmålningar i Industripalatset, en tidigare cirkusbyggnad vid Karlavägen som inreddes som utställningslokal 1893, men som efter skiftande öden brann ner 1913. Han gjorde vidare väggdekorationer för Restaurang Gillet vid Brunkebergstorg med motiv från Stockholm på Gustav Vasas tid. I ljuset av hans verksamhet som teknisk konstruktör och uppfinnare var Larssons konstnärskap mindre betydande.
Under 1900-talets första årtionde blev automatrestauranger populära. Detta var enklare självbetjäningsrestauranger, där gästerna köpte maten i myntautomater placerade på en vägg, och kökspersonalen arbetade i rummet bakom väggen med att laga och fylla på maten bakom automatens luckor. Larsson var en av dem som utnyttjade den nya trenden. Han startade omkring år 1900 företaget Mauritz Larssons automatfabrik, som importerade och även tillverkade utrustning för automatrestauranger. Vid sidan av detta gjorde han allehanda konstruktioner och uppfinningar. Det första patentet tog han ut redan 1897 - anordning vid gaskranar - men den stora patentaktiviteten började först 1908 och var först knuten till mathantering. Han tog patent på en konserveringsmetod för kött, en smörgåsautomat, en serveringsanordning vid automatväggar, en vätskeautomat, en "annan automatanordning och anordning för uppvärmning av vätskor.
En anordning för upphängning av tavlor, det vill säga X-kroken, som först kallades s-krok, hörde också till de patenterade uppfinningarna. Den kom att tillverkas i Eskilstuna, men såldes i parti och exporterades från Larssons automatfabrik vid Maria Prästgårdsgata på Södermalm.
Mauritz Larsson står som skapare av Stomatolskylten vid Slussen i Stockholm. Denna "rörliga" ljusreklam med 1361 25-watts glödlampor, som tänds och släcks efter ett förutbestämt mönster, placerades ursprungligen 1909 på den gamla Katarinahissen men fick sin nuvarande plats vid Klevgränd, efter att den gamla hissen rivits 1933. På hissen hade den sällskap av en äldre målad skylt med liknande utformning. Den rörliga ljusskylten bör ha haft utländska förebilder, men Larsson bidrog till den tekniska utformningen med en egen strömbrytare för likström.
Marknaden för nya automatrestauranger försvann vid tiden för första världskrigets utbrott, och hans fabrik måste inställa driften. Larsson flyttade vid denna tid till Saltsjöbaden, där han inredde en verkstad i undervåningen på en nybyggd villa och själv hade sitt hem i våningen över. Han arbetade här bland annat med tillverkning av fiskeredskap och med uppfinningar av skilda slag, bland annat med en kullagerkonstruktion tillsammans med sin son Yngve Larsson, som var utbiildad ingenjör. Yngve Larsson avled emellertid i ett hjärtlidande i februari 1928, 32 år gammal. Mauritz Larsson själv dog oväntat i december samma år.

## Familj
Mauritz Larsson var gift två gånger. I det första äktenskapet, med Ida Eriksdotter, föddes sju barn i tiden 1890–1904. Efter första hustruns död 1907 gifte han sig 1911 med Maria Eriksson, född 1874 i Ljusnarsberg. De fick tillsammans en son, konstnären Lars Larsson (1912–1971).